# Iniciativa Trans-Saariana de Contraterrorismo
Iniciativa Trans-Saariana de Contraterrorismo (em inglês:  Trans-Saharan Counterterrorism Initiative, TSCTI) ou Parceria Trans-Saariana de Contraterrorismo (em inglês:  Trans-Saharan Counterterrorism Partnership, TSCTP) é um plano interinstitucional do governo dos Estados Unidos, combinando esforços de agências civis e militares oficialmente projetado para ajudar a desenvolver forças de segurança em diferentes países da África transaariana com o objetivo declarado de combater o terrorismo e controlar suas próprias fronteiras. "O componente militar da Iniciativa Trans-Saariana de Contraterrorismo compreende os esforços dos Estados Unidos da Operação Liberdade Duradoura - Trans Saara. O objetivo da iniciativa é combater as influências terroristas na região e ajudar os governos a controlar melhor seu território e impedir que as grandes extensões do território africano, amplamente desertas, se tornem um refúgio seguro para os grupos terroristas". As primeiras nações parceiras do programa incluíram Argélia, Chade, Mali, Mauritânia, Marrocos, Níger, Senegal, Nigéria e Tunísia. Os membros atuais incluem onze países africanos: Argélia, Burkina Faso, Líbia, Marrocos, Tunísia, Chade, Mali, Mauritânia, Níger, Nigéria e Senegal. O objetivo da aliança não é combater nos locais de intensa atividade, mas fornecer treinamento preventivo e compromisso com os governos para ajudar a impedir o crescimento de organizações terroristas nos países parceiros.  O Exercício Flintlock 2005, um exercício militar conjunto, realizado pela primeira vez em junho de 2005,   foi o primeiro resultado do novo programa. 
O Congresso dos Estados Unidos aprovou um orçamento de 500 milhões de dólares para o projeto ao longo de seis anos, a fim de apoiar as ações de contraterrorismo desses países, especialmente na luta contra as ameaças da al-Qaeda e, em particular, a al-Qaeda no Magrebe Islâmico que opera nos países da África Central. Em fevereiro de 2007, o presidente George W. Bush também autorizou a criação de um novo Comando para a África a ser estabelecido até setembro de 2007, sob o qual as futuras operações continentais africanas seriam conduzidas.  A Iniciativa Trans-Saariana de Contraterrorismo seguiu a Iniciativa Pan Sahel, que começou em 2002 treinando soldados do Mali, Mauritânia, Níger e Chade e concluiu as operações em dezembro de 2004. 
Os críticos da iniciativa questionaram a extensão e a presença do terrorismo extremista islâmico na região e as ações e comportamentos passados de alguns dos governos parceiros, que podem estar usando o programa para obter treinamento, equipamentos e fundos para efetivamente controlar e reprimir movimentos democráticos legítimos nos estados membros, ou alimentar guerras entre países africanos vizinhos. Questões similares foram levantadas sobre o antecessor do programa, a Iniciativa Pan Sahel. 
Em 1 de outubro de 2008, a responsabilidade foi transferida do Comando Central dos Estados Unidos (CENTCOM) e do Comando Europeu dos Estados Unidos (EUCOM) para o Comando dos Estados Unidos para a África (AFRICOM), uma vez que assumiu a autoridade sobre o teatro de operações africano. 